# Alyxiaphagus picturatus
Alyxiaphagus picturatus är en stekelart som beskrevs av Edgar F. Riek 1962. Alyxiaphagus picturatus ingår i släktet Alyxiaphagus och familjen puppglanssteklar. Inga underarter finns listade i Catalogue of Life.